# Kahin-Zarabaon
Kahin-Zarabaon  è una città e sottoprefettura della Costa d'Avorio appartenente al dipartimento di Bangolo. Conta una popolazione di 62 455 abitanti (censimento 2014).